# Lucio Andrice Muandula
Lucio Andrice Muandula (* 9. Oktober 1959 in Maputo) ist ein mosambikanischer Geistlicher und römisch-katholischer Bischof von Xai-Xai.

## Leben
Lucio Andrice Muandula empfing am 14. Mai 1989 das Sakrament der Priesterweihe für das Erzbistum Maputo. Danach war er Pfarrvikar, Sekretär und Kanzler der Erzdiözese (1989/91); Professor für Moraltheologie am Großen Seminar „St. Augustin“ (1991/92). Danach studierte er am Päpstlichen Bibelinstitut in Rom, wo er ein Lizenziat erwarb und an der Päpstlichen Universität Gregoriana, wo er in Bibeltheologie promoviert wurde (1992/2003). Seit Juli 2003 war er Dompfarrer in Maputo und Professor am Interdiözesanen Theologat „Pius X.“
Am 24. Juni 2004 ernannte ihn Papst Johannes Paul II. zum Bischof von Xai-Xai. Die Bischofsweihe spendete ihm der emeritierte Erzbischof von Maputo, Alexandre José Maria Kardinal dos Santos OFM, der ihn auch schon zum Priester geweiht hatte, am 24. Oktober desselben Jahres. Mitkonsekratoren waren der Erzbischof von Maputo, Francisco Chimoio OFMCap, und sein Amtsvorgänger Júlio Duarte Langa. Die Amtseinführung im Bistum Xai-Xai fand am 7. November 2004 statt.
Muandula wurde am 15. März 2023 zudem in die Vorbereitungskommission für die 16. ordentlichen Generalversammlung der Bischofssynode zum Thema „Für eine synodale Kirche – Gemeinschaft, Teilhabe und Mission“ berufen.